# Nzakambay
Le nzakambay (ou mbay, nzak mbai, nzak mbay, nzakmbay) est une langue mbum parlée dans le Sud du Tchad et dans le Nord du Cameroun, dans le département du Mayo-Rey, autour de Touboro.
Le nombre total de locuteurs a été estimé à 32 000, dont 13 000 au Cameroun (2000) .